# Deutsche Filmakademie
Deutsche Filmakademie e.V. grundades 8 september 2003 i Berlin för att stödja den tyska filmen.
Deutsche Filmakademie delar ut Tyska filmpriset.